# Carlos Sainz Jr.
Pour les articles homonymes, voir Sainz.
Carlos Sainz, dit Carlos Sainz Jr., né le 1er septembre 1994 à Madrid, est un pilote automobile espagnol, fils du double champion du monde de rallye Carlos Sainz. Ancien membre de la Red Bull Junior Team, il fait ses débuts en Formule 1 en 2015 avec la Scuderia Toro Rosso. Il pilote pour Renault lors du championnat 2018 puis est engagé par McLaren Racing pour la saison 2019. Il obtient son premier podium à l'issue de son 101e départ au Grand Prix du Brésil 2019 en se classant troisième.
Le 14 mai 2020, Carlos Sainz Jr. signe avec la Scuderia Ferrari pour rejoindre l'équipe en 2021, en remplacement de Sebastian Vettel ; il obtient quatre podiums lors de sa première année avec l'écurie italienne. En 2022, son contrat est prolongé pour deux saisons supplémentaires. Le 3 juillet 2022, à Silverstone, il part pour la première fois de sa carrière en pole position ; puis remporte le lendemain sa première victoire en Grand Prix. Il est le seul pilote à battre les Red Bull en 2023 lorsqu'il s'impose à Singapour. 
Non reconduit par Ferrari à l'issue de la saison 2024 où il obtient deux victoires, laissant la place à Lewis Hamilton , il rejoint Williams à partir de 2025.

## Biographie

### 2006-2014: karting et débuts en monoplace

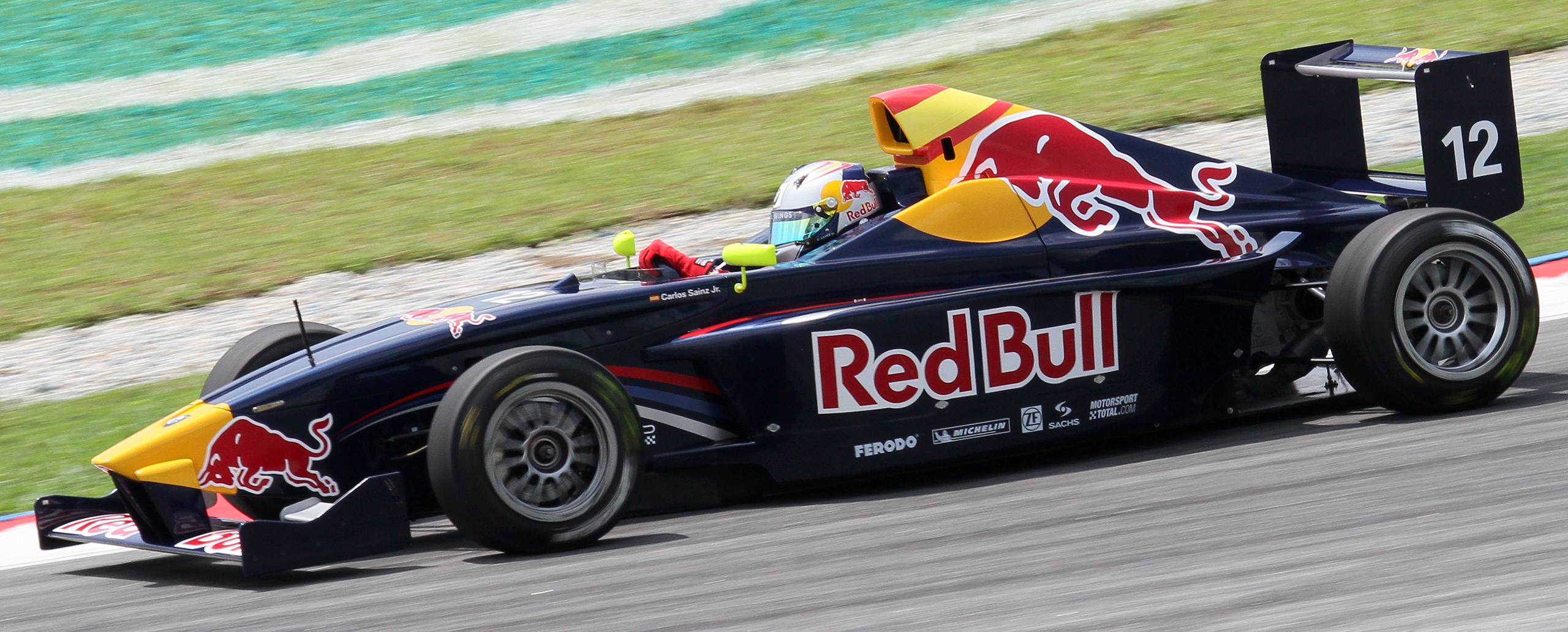
Carlos Sainz Jr en 2010 en Formule BMW.

Il commence sa carrière en 2006 par le karting. En 2008, il remporte le championnat KF3 d'Asie-Pacifique et termine second du championnat espagnol. L'année suivante, il remporte la prestigieuse Monaco Junior Kart Cup et termine sur le podium du championnat d'Europe KF3. En 2010, Sainz, récemment intégré à la filière de jeunes de Red Bull Racing, participe aux championnats d'Europe de Formule BMW dans l'écurie EuroInternational. L'année suivante, il est champion de Formula Renault 2.0 Northern European Cup. En 2012, il connaît une saison plus difficile et se classe sixième du championnat de Grande-Bretagne de Formule 3. En 2013, il participe à plusieurs séances d'essais en cours de saison avec Red Bull Racing pour obtenir une superlicence nécessaire pour accéder à la Formule 1. L'année suivante, il devient champion du monde de Formula Renault 3.5 Series devant Pierre Gasly.

### 2015: débuts en Formule 1 avec la Scuderia Toro Rosso
Avant le début de la saison, Carlos Sainz indique qu'il choisit le no 55 comme numéro permanent en Formule 1 afin de pouvoir communiquer avec un graphisme leet speak « Carlo55ainz »,. Il débute en Formule 1 en 2015 avec la Scuderia Toro Rosso. Aux côtés de Max Verstappen, il forme la plus jeune équipe de l'histoire de la discipline. Pour son premier Grand Prix, à Melbourne, huitième des qualifications, il termine dans les points, à la neuvième position.

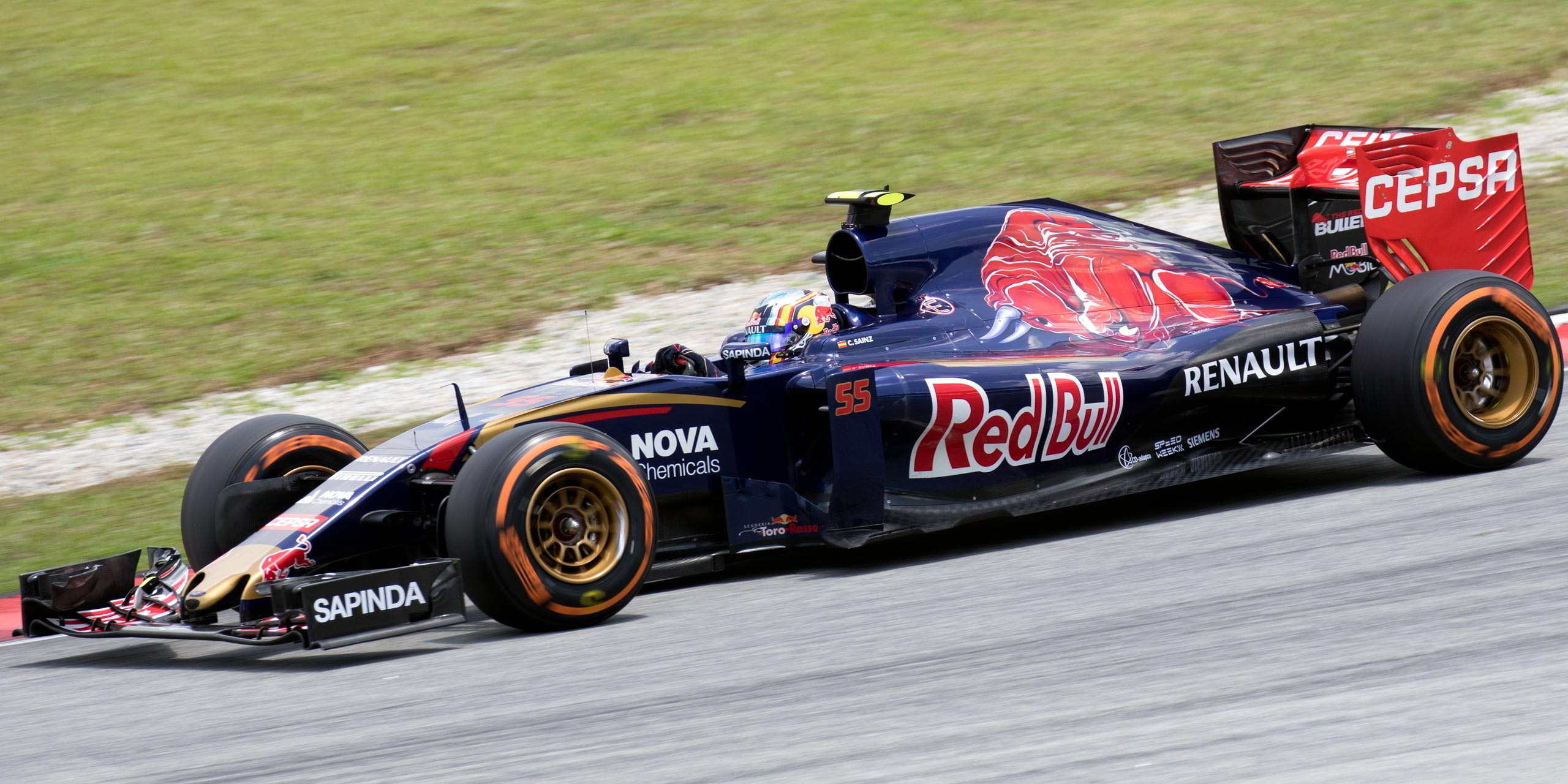
Carlos Sainz Jr., sur la Toro Rosso STR10 lors des essais du Grand Prix de Malaisie 2015.

En Malaisie, il termine huitième. Le reste de sa saison se passe cependant moins bien à cause du manque de fiabilité de sa STR10 qui provoque sept abandons, dont quatre consécutifs (Autriche, Grande-Bretagne, Hongrie, Belgique). Souvent dominé en qualification par Verstappen, il réalise sa meilleure performance au Grand Prix des États-Unis où, parti de la voie des stands, il termine septième. Sainz termine quinzième du championnat, avec 18 points.

### 2016: deuxième saison chez Toro Rosso

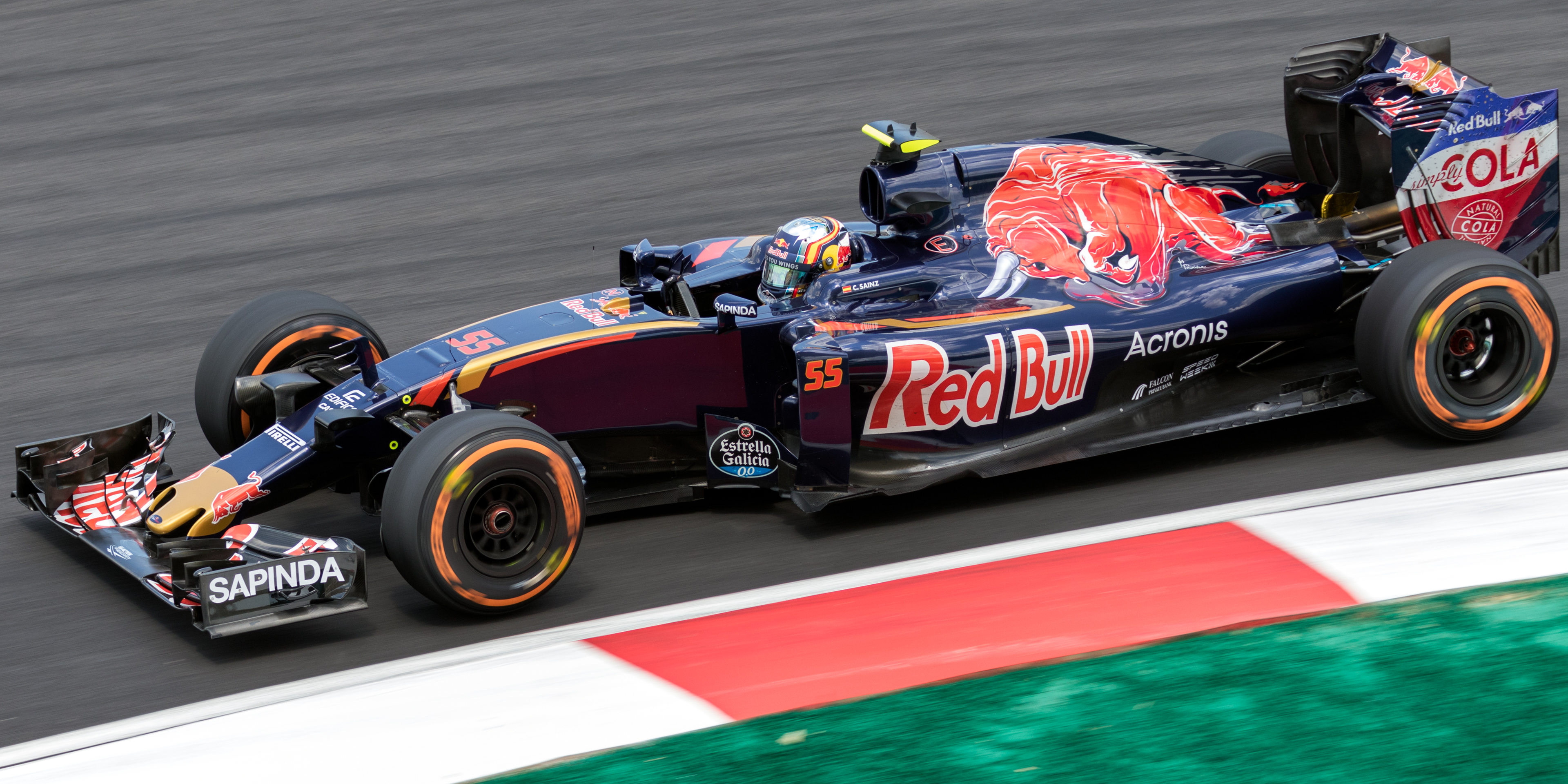
Carlos Sainz Jr. sur la Toro Rosso STR11 lors des essais sur le Circuit de Sepang.

Toro Rosso se sépare de son moteur Renault pour un bloc Ferrari de l'année précédente ; Sainz, au volant de la STR11, marque 32 points lors de la première partie du championnat. En seconde partie de saison, sur les circuits rapides de Spa, Monza et Suzuka, la Toro Rosso est à la peine ; Sainz marque néanmoins à plusieurs reprises, en se classant sixième du Grand Prix des États-Unis et du Grand Prix du Brésil. Avec 46 points, il se classe douzième du championnat.

### 2017: dernière année avec Toro Rosso et transfert chez Renault

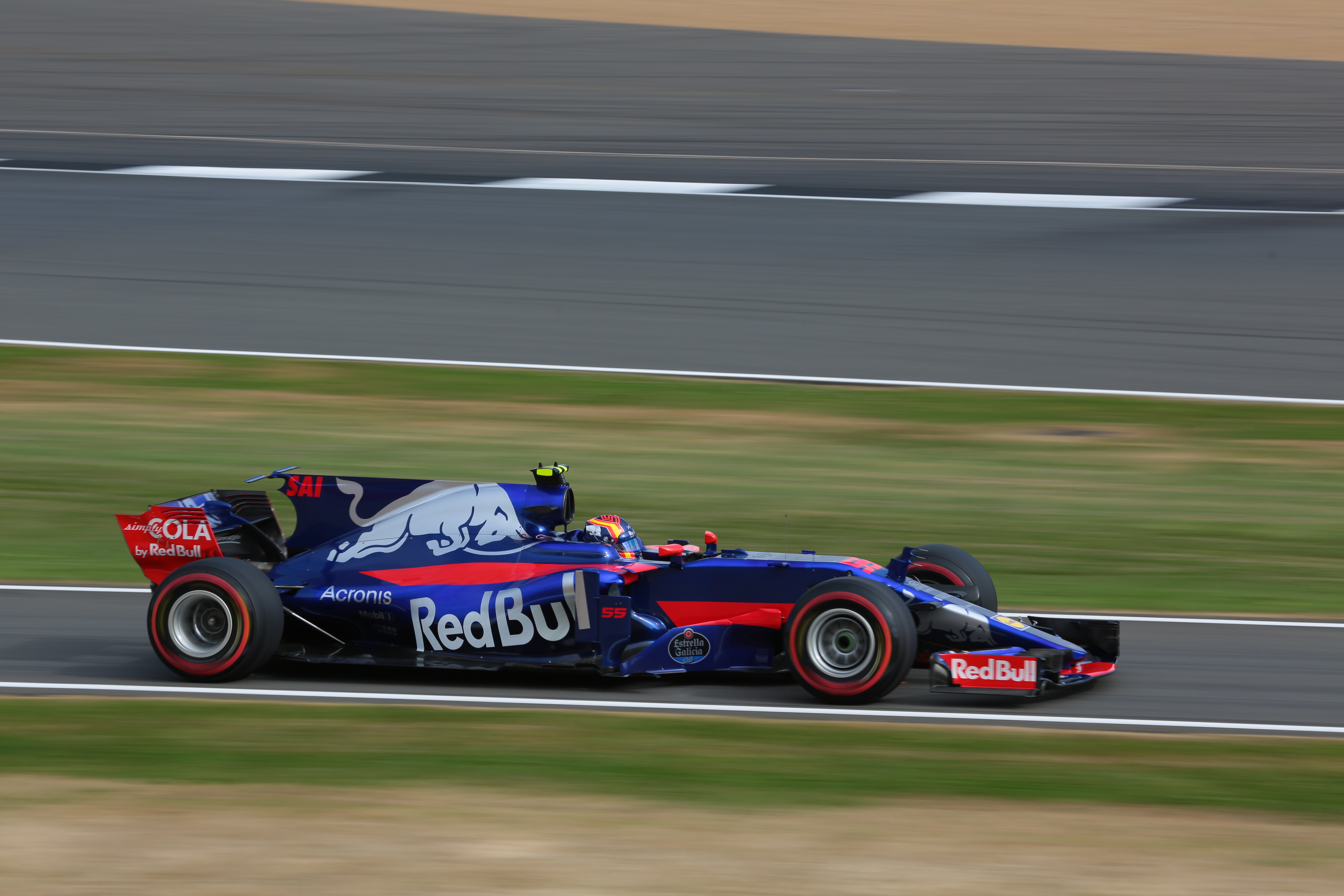
Carlos Sainz Jr., sur la Toro Rosso STR12, lors des essais libres en Grande-Bretagne.

Sainz marque des points lors de nombreuses courses malgré six abandons à Bahreïn, au Canada et en Grande-Bretagne sur accrochage, au Japon sur une sortie de piste et en Autriche et en Malaisie sur un problème moteur. 
À Singapour, lors d'une course chaotique marquée par l'abandon des deux Ferrari, il obtient son meilleur résultat en Formule 1 en terminant quatrième. Le 15 septembre 2017, bien que toujours sous contrat avec Toro Rosso, Renault le recrute pour remplacer Jolyon Palmer en 2018,. Le 7 octobre, Renault F1 Team annonce que ce remplacement est effectif à partir du Grand Prix des États-Unis 2017.
Ces trois dernières courses sont compliquées puisque Sainz abandonne au Mexique sur problème de direction puis à Abou Dabi à cause d'une roue mal fixée. Il se classe neuvième du championnat, avec 54 points. 

### 2018: une saison avec Renault

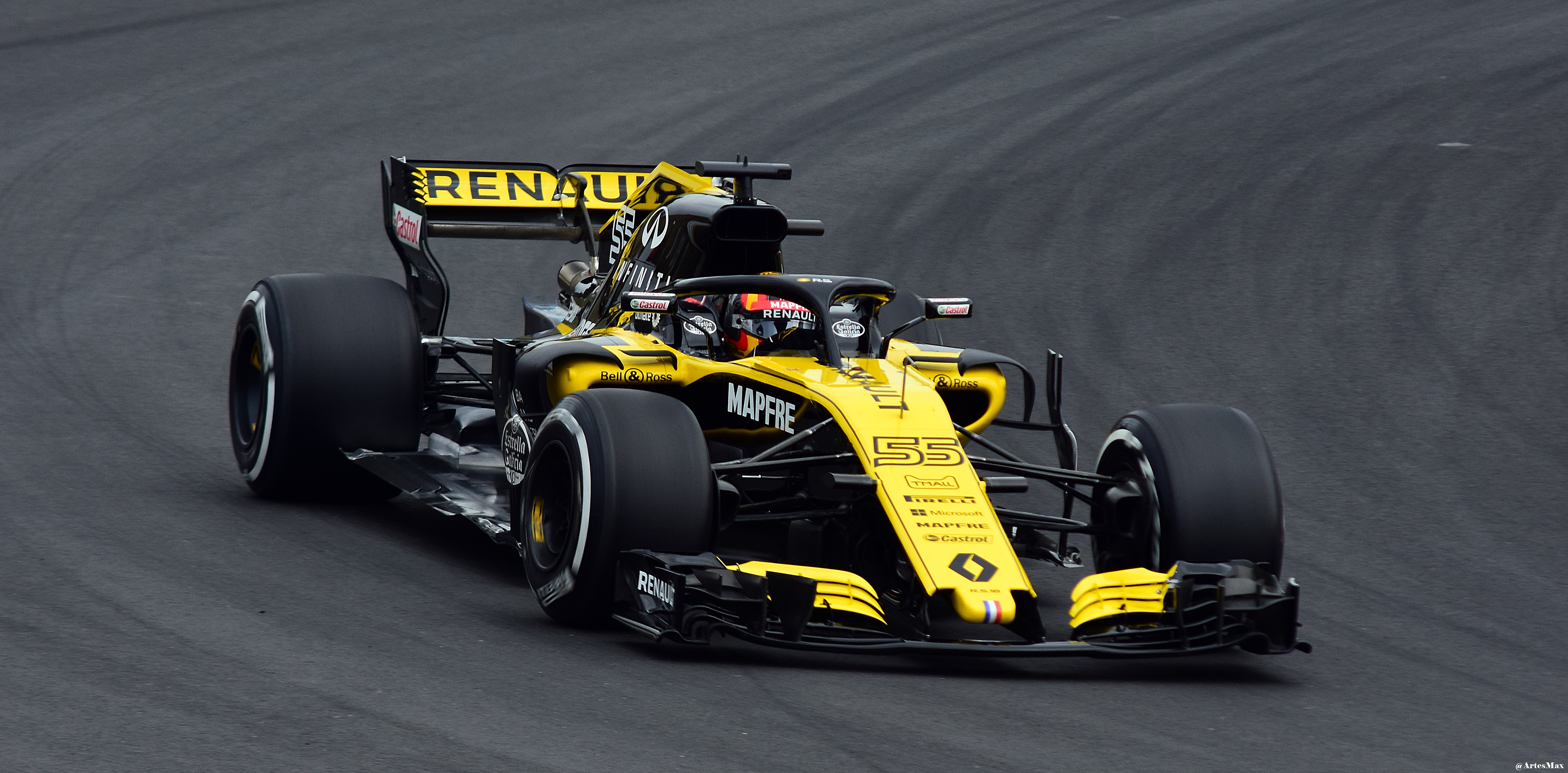
Carlos Sainz Jr., avec la Renault R.S.18, lors des essais hivernaux a Barcelone.

Sainz entre dans les points lors du Grand Prix inaugural, où il termine dixième, puis six fois consécutives. Il abandonne en Grande-Bretagne après un accrochage avec Romain Grosjean, termine hors des points à Bahreïn et en Autriche et, en Allemagne, pénalisé de dix secondes pour avoir dépassé Marcus Ericsson sous régime de la voiture de sécurité, il termine douzième.
Le 3 août, Renault annonce son remplacement par Daniel Ricciardo dès 2019. Le 16 août, McLaren annonce le remplacement de Fernando Alonso par Sainz Jr pour la saison 2019,. Il se classe dixième du championnat avec 53 points.

### 2019-2020: premiers podiums avec McLaren

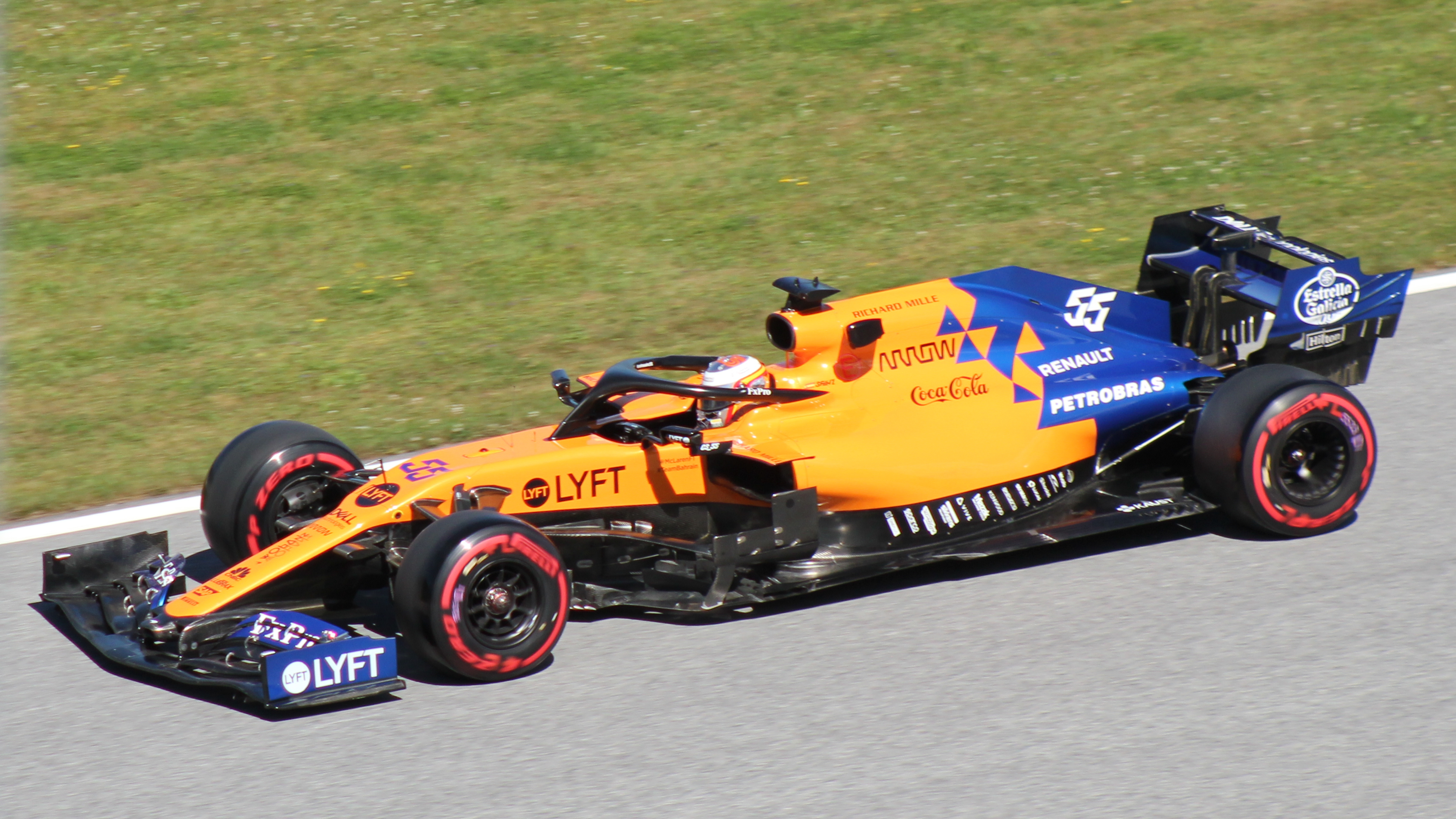
Carlos Sainz Jr., à bord de la McLaren MCL34, lors du Grand Prix d'Autriche 2019.

À Melbourne et à Bahreïn, Sainz abandonne sur casse moteur et sur problème de boîte de vitesses. En Chine, qualifié en fond de grille, il s'accroche avec Daniil Kvyat au premier tour et termine quatorzième. En Azerbaïdjan, il termine septième. Pour son Grand Prix national, il profite d'une pénalité de Daniel Ricciardo pour partir douzième ; il termine huitième. À Monaco, parti neuvième, il termine sixième. Au Canada, pénalisé de trois places pour avoir gêné Alexander Albon lors la deuxième partie des qualifications, il part et termine onzième. En France et en Autriche, Sainz termine sixième puis huitième.
Le 9 juillet, Sainz et son coéquipier Lando Norris sont reconduits par McLaren pour la saison 2020.En Grande-Bretagne, il termine sixième. 
En Allemagne, Sainz se qualifie septième et termine cinquième. En Hongrie, il part huitième et termine cinquième. En Belgique, il abandonne à cause d'une perte de puissance et, en Italie, à cause d'une roue mal fixée. Le pilote espagnol part septième à Singapour et termine douzième.Sainz termine sixième en Russie puis cinquième au Japon et treizième au Mexique. Aux États-Unis, le pilote espagnol termine huitième. Au Brésil, victime d'une perte de puissance lors de la première partie des qualifications, il part dernier ; il passe sous le drapeau à damier en quatrième place mais obtient son premier podium en terminant troisième, grâce à la pénalisation de Lewis Hamilton ; il permet a McLaren de fêter son 486e podium après une absence de 5 ans et 8 mois. Pour la dernière course de la saison, à Abou Dabi, l'Espagnol termine dixième et se classe sixième du championnat avec 96 points.

### 2021: transfert chez Ferrari
L'annonce, le 12 mai 2020, de l'échec des négociations entre Sebastian Vettel et la Scuderia Ferrari et du départ de ce dernier après la saison 2020 qui n'a pas encore pu démarrer en raison de la pandémie de Covid-19, déclenche une série de mouvements sur le marché des transferts. Le 14 mai, Daniel Ricciardo est annoncé chez McLaren Racing en 2021 prenant la place de Sainz qui rejoint Charles Leclerc au sein de Ferrari,. 

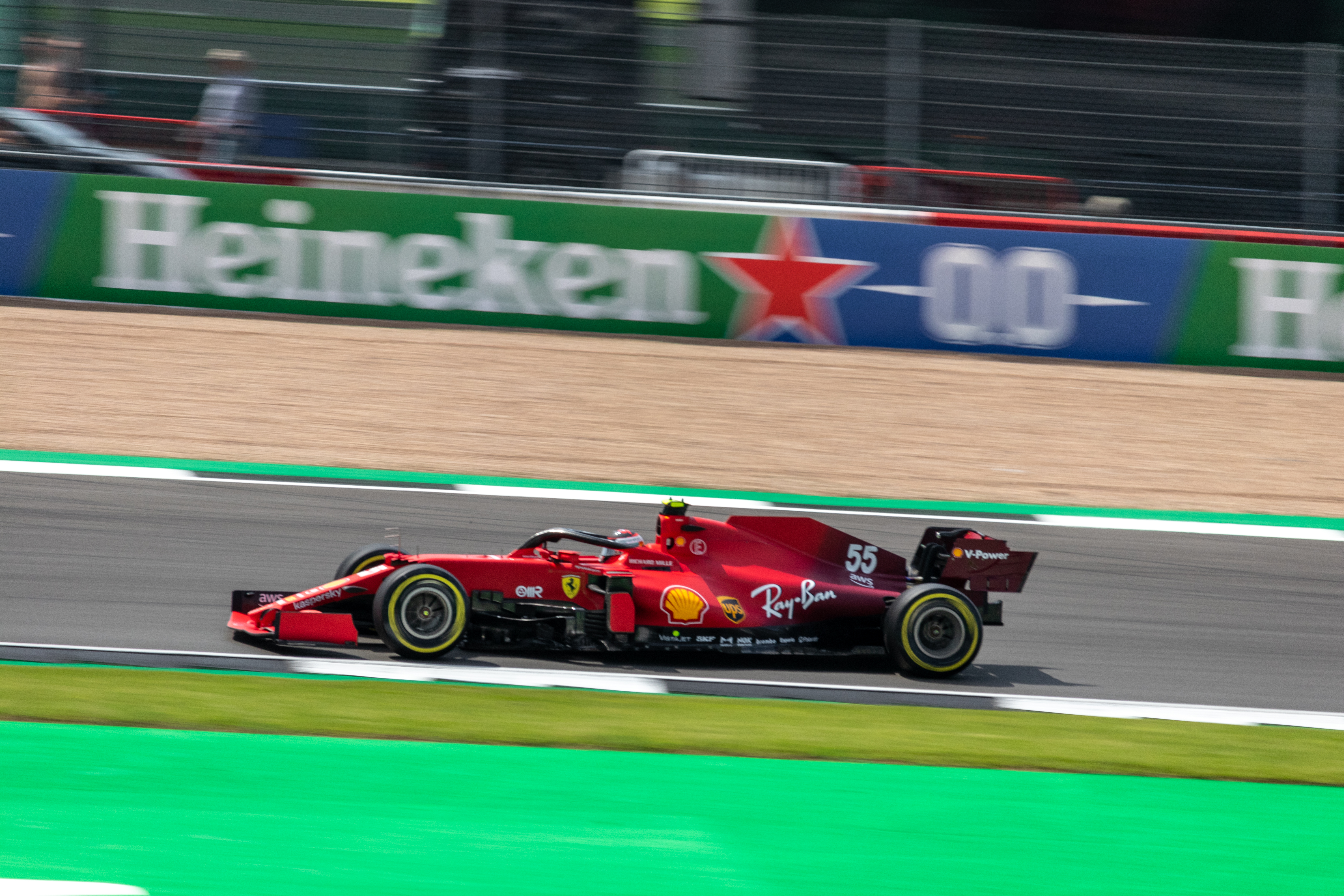
Carlos Sainz Jr., à bord de la Ferrari SF21, lors du Grand Prix de Grande-Bretagne 2021.

Carlos Sainz déclare : « Je suis très heureux de courir pour la Scuderia Ferrari à partir de 2021 et je suis très excité à propos de mon futur avec cette équipe. Il me reste une année importante avec McLaren Racing et j'attends avec impatience de courir avec eux cette saison. » De son côté, Mattia Binotto, évoquant un nouveau cycle pour Ferrari, explique : « Nous sommes confiants dans le fait que ce duo de pilotes, avec le talent et la personnalité de Charles et de Carlos, la plus jeune paire des cinquante dernières années de la Scuderia, est la meilleure combinaison possible pour nous aider à attendre les buts que nous nous sommes fixés. »
Lors des quatre premières courses de la saison, il obtient au mieux une cinquième place, à l'arrivée du Grand Prix d'Émilie-Romagne. Le 23 mai à Monaco, alors que son coéquipier Charles Leclerc n'est pas en mesure de prendre le départ depuis la pole position et après l'abandon de Valtteri Bottas, il roule jusqu'au bout en deuxième position derrière Max Verstappen et obtient son premier podium de la saison (le troisième de sa carrière) et le premier de la Scuderia Ferrari en 2021.
Carlos Sainz finit à nouveau sur le podium en Hongrie après la disqualification de Sebastian Vettel, en Russie ; à Abou Dabi, il termine sur son quatrième podium de la saison. Il se classe à la cinquième place du championnat avec 164,5 points, prenant le dessus sur son coéquipier et sur Lando Norris lors de ce dernier Grand Prix. Dans les points à vingt reprises en vingt-deux courses, il est le seul pilote à n'avoir connu aucun abandon.

### 2022: première victoire en carrière avec Ferrari
Sainz commence la saison 2022 avec deux podiums : un doublé Ferrari à Bahreïn où il termine deuxième, puis les deux pilotes de la Ferrari F1-75 prennent les deuxième et troisième places derrière le vainqueur Max Verstappen. C'est la troisième fois consécutive qu'il termine parmi les trois premiers, et dix-septième fois d'affilée qu'il finit dans les points.
Le 21 avril 2022, la veille du début du Grand Prix d'Émilie-Romagne à Imola, sur les terres de la Scuderia Ferrari, Sainz est prolongé avec l'équipe italienne jusqu'à la fin de la saison 2024.
À Silverstone, pour le Grand Prix de Grande-Bretagne, il réalise la première pole position de sa carrière sur une piste détrempée par la pluie, devant Verstappen et Leclerc ; le lendemain, il remporte sa première victoire en Formule 1. En Belgique, auteur du deuxième temps des qualifications, il bénéficie de la pénalisation de Max Verstappen pour obtenir sa seconde pole position.

### 2023: une saison plus difficile
Au Grand Prix de Singapour 2023, Sainz remporte sa seconde victoire en Formule 1, interrompant la série de succès de Red Bull. Il termine septième avec 200 points.

### 2024: dernière saison chez Ferrari
Aussitôt après l'annonce en début d'année de l'arrivée de Lewis Hamilton chez Ferrari, Sainz annonce qu'il quittera Ferrari fin 2024. Commençant sa saison par une troisième place au Grand Prix de Bahreïn, Sainz, atteint d'une appendicite, est forfait pour le Grand Prix suivant, en Arabie saoudite où il est remplacé par Oliver Bearman. Deux semaines plus tard, il remporte la victoire à Melbourne. En octobre, l'Espagnol s'impose au Grand Prix de Mexico. Il termine cinquième du championnat avec 9 podiums. Le 29 juillet, l'Espagnol est officialisé par Williams pour un contrat de deux ans, à partir de 2025.

## Résultats en championnat du monde de Formule 1
| Saison | Écurie                                             | Châssis                         | Moteur                    | Pneus   | GP disputés | Pole Positions | Victoires | Podiums | Meilleurs tours | Dans les points | Abandons | Points inscrits | Classement |
| ------ | -------------------------------------------------- | ------------------------------- | ------------------------- | ------- | ----------- | -------------- | --------- | ------- | --------------- | --------------- | -------- | --------------- | ---------- |
| 2015   | Scuderia Toro Rosso                                | Toro Rosso STR10                | Renault V6 turbo hybride  | Pirelli | 19          | 0              | 0         | 0       | 0               | 7               | 7        | 18              | 15e        |
| 2016   | Scuderia Toro Rosso                                | Toro Rosso STR11                | Ferrari V6 turbo hybride  | Pirelli | 21          | 0              | 0         | 0       | 0               | 10              | 4        | 46              | 12e        |
| 2017   | Scuderia Toro Rosso Renault Sport Formula One Team | Toro Rosso STR12 Renault R.S.17 | Renault V6 turbo hybride  | Pirelli | 20          | 0              | 0         | 0       | 0               | 10              | 8        | 54              | 9e         |
| 2018   | Renault Sport Formula One Team                     | Renault R.S.18                  | Renault V6 turbo hybride  | Pirelli | 21          | 0              | 0         | 0       | 0               | 13              | 2        | 53              | 10e        |
| 2019   | McLaren F1 Team                                    | McLaren MCL34                   | Renault V6 turbo hybride  | Pirelli | 21          | 0              | 0         | 1       | 0               | 13              | 4        | 96              | 6e         |
| 2020   | McLaren F1 Team                                    | McLaren MCL35                   | Renault V6 turbo hybride  | Pirelli | 16          | 0              | 0         | 1       | 1               | 12              | 2        | 105             | 6e         |
| 2021   | Scuderia Ferrari Mission Winnow                    | Ferrari SF21                    | Ferrari V6 Turbo Hybride  | Pirelli | 22          | 0              | 0         | 4       | 0               | 20              | 0        | 164,5           | 5e         |
| 2022   | Scuderia Ferrari                                   | Ferrari F1-75                   | Ferrari V6 Turbo Hybride  | Pirelli | 22          | 3              | 1         | 9       | 2               | 16              | 6        | 246             | 5e         |
| 2023   | Scuderia Ferrari                                   | Ferrari SF-23                   | Ferrari V6 Turbo Hybride  | Pirelli | 21          | 2              | 1         | 3       | 0               | 18              | 3        | 200             | 7e         |
| 2024   | Scuderia Ferrari Scuderia Ferrari HP               | Ferrari SF-24                   | Ferrari V6 Turbo Hybride  | Pirelli | 23          | 1              | 2         | 9       | 1               | 21              | 2        | 290             | 5e         |
| 2025   | Atlassian Williams Racing                          | Williams FW47                   | Mercedes V6 Turbo Hybride | Pirelli | 14          | 0              | 0         | 0       | 0               | 6               | 2        | 16              | 16e        |
|        | Total                                              |                                 |                           |         | 219         | 6              | 4         | 27      | 4               | 150             | 38       | 1279,5          |            |

| Saison        | Écurie                               | Châssis          | Moteur                                      | Pneus | 1        | 2         | 3        | 4            | 5         | 6         | 7        | 8        | 9         | 10       | 11           | 12           | 13         | 14       | 15       | 16       | 17          | 18        | 19        | 20        | 21           | 22       | 23        | 24     | Classement | Points inscrits |
| ------------- | ------------------------------------ | ---------------- | ------------------------------------------- | ----- | -------- | --------- | -------- | ------------ | --------- | --------- | -------- | -------- | --------- | -------- | ------------ | ------------ | ---------- | -------- | -------- | -------- | ----------- | --------- | --------- | --------- | ------------ | -------- | --------- | ------ | ---------- | --------------- |
| 2015          | Scuderia Toro Rosso                  | Toro Rosso STR10 | Renault V6 turbo hybride Energy F1-2015     | P     | AUS 9e   | MAL 8e    | CHI 13e  | BHR Abd.     | ESP 9e    | MON 10e   | CAN 12e  | AUT Abd. | GBR Abd.  | HON Abd. | BEL Abd.     | ITA 11e      | SIN 9e     | JPN 10e  | RUS Abd. | USA 7e   | MEX 13e     | BRE Abd.  | ABU 11e   |           |              |          |           |        | 15e        | 18              |
| 2016          | Scuderia Toro Rosso                  | Toro Rosso STR11 | Ferrari V6 turbo hybride Type 060           | P     | AUS 9e   | BHR Abd.  | CHN 9e   | RUS 12e      | ESP 6e    | MON 8e    | CAN 9e   | EUR Abd. | AUT 8e    | GBR 8e   | HON 8e       | ALL 14e      | BEL Abd.   | ITA 15e  | SIN 14e  | MAL 16e  | JPN 17e     | USA 6e    | MEX 16e   | BRE 6e    | ABU Abd.     |          |           |        | 12e        | 46              |
| 2017          | Scuderia Toro Rosso                  | Toro Rosso STR12 | Renault V6 turbo hybride R.E 17             | P     | AUS 8e   | CHN 7e    | BHR Abd. | RUS 10e      | ESP 7e    | MON 6e    | CAN Abd. | AZE 8e   | AUT Abd.  | GBR Abd. | HON 7e       | BEL 10e      | ITA 14e    | SIN 4e   | MAL Abd. | JPN Abd. |             |           |           |           |              |          |           |        | 9e         | 54              |
| 2017          | Renault Sport Formula One Team       | Renault R.S.17   | Renault V6 turbo hybride R.E 17             | P     |          |           |          |              |           |           |          |          |           |          |              |              |            |          |          |          | USA 7e      | MEX Abd.  | BRE 11e   | ABU Abd.  |              |          |           |        | 9e         | 54              |
| 2018          | Renault Sport Formula One Team       | Renault R.S.18   | Renault V6 turbo hybride R.E 18             | P     | AUS 10e  | BAH 11e   | CHI 9e   | AZE 5e       | ESP 7e    | MON 10e   | CAN 8e   | FRA 8e   | AUT 12e   | GBR Abd. | ALL 12e      | HON 9e       | BEL 11e    | ITA 8e   | SIN 8e   | RUS 17e  | JAP 10e     | USA 7e    | MEX Abd.  | BRE 12e   | ABU 6e       |          |           |        | 10e        | 53              |
| 2019          | McLaren F1 Team                      | McLaren MCL34    | Renault V6 turbo hybride E-Tech 19          | P     | AUS Abd. | BAH Abd.  | CHN 14e  | AZE 7e       | ESP 8e    | MON 6e    | CAN 11e  | FRA 6e   | AUT 8e    | GBR 6e   | ALL 5e       | HON 5e       | BEL Abd.   | ITA Abd. | SIN 12e  | RUS 6e   | JPN 5e      | MEX 13e   | USA 8e    | BRE 3e    | ABU 10e      |          |           |        | 6e         | 96              |
| 2020          | McLaren F1 Team                      | McLaren MCL35    | Renault V6 turbo hybride E-Tech 20          | P     | AUT 5e   | STY 9e    | HON 9e   | GBR 13e      | 70e 13e   | ESP 6e    | BEL Np.  | ITA 2e   | TOS Abd.  | RUS Abd. | EIF 5e       | POR 6e       | E-R 7e     | TUR 5e   | BAH 5e   | SAK 4e   | ABU 6e      |           |           |           |              |          |           |        | 6e         | 105             |
| 2021          | Scuderia Ferrari Mission Winnow      | Ferrari SF21     | Ferrari V6 Turbo Hybride Type 066           | P     | BAH 8e   | EMI 5e    | POR 11e  | ESP 7e       | MON 2e    | AZE 8e    | FRA 11e  | STY 6e   | AUT 5e    | GBR 6e   | HON 3e       | BEL 10e      | P-B 7e     | ITA 6e   | RUS 3e   | TUR 8e   | USA 7e      | MEX 6e    | BRE 6e+3e | QAT 7e    | ARA 8e       | ABU 3e   |           |        | 5e         | 164,5           |
| 2022          | Scuderia Ferrari                     | Ferrari F1-75    | Ferrari V6 turbo Hybride Type 066/7         | P     | BAH 2e   | ARA 3e    | AUS Abd. | EMI Abd. +4e | MIA 3e    | ESP 4e    | MON 2e   | AZE Abd. | CAN 2e    | GBR 1er  | AUT Abd. +3e | FRA 5e       | HON 4e     | BEL 3e   | P-B 8e   | ITA 4e   | SIN 3e      | JAP Abd.  | USA Abd.  | MEX 5e    | SAO 3e+2e    | ABU 4e   |           |        | 5e         | 246             |
| 2023          | Scuderia Ferrari                     | Ferrari SF-23    | Ferrari V6 turbo Hybride Type 066/10        | P     | BAH 4e   | ARA 6e    | AUS 12e  | AZE 5e+5e    | MIA 5e    | MON 8e    | ESP 5e   | CAN 5e   | AUT 6e+3e | GBR 10e  | HON 8e       | BEL Abd. +5e | P-B 5e     | ITA 3e   | SIN 1er  | JAP 5e   | QAT Np. +5e | USA 3e+6e | MEX 4e    | BRE 6e+8e | LVE 6e       | ABU 18e* |           |        | 7e         | 200             |
| 2024          | Scuderia Ferrari Scuderia Ferrari HP | Ferrari SF-24    | Ferrari V6 turbo hybride Type 066/12        | P     | BAH 3e   | ARA Forf. | AUS 1er  | JAP 3e       | CHN 5e+5e | MIA 5e+5e | EMI 5e   | MON 3e   | CAN Abd.  | ESP 6e   | AUT 3e+5e    | GBR 5e       | HON 6e     | BEL 6e   | P-B 5e   | ITA 4e   | AZE Abd.    | SIN 7e    | USA 2e+2e | MEX 1er   | BRE Abd. +5e | LVE 3e   | QAT 6e+4e | ABU 2e | 5e         | 290             |
| 2025          | Atlassian Williams Racing            | Williams FW47    | Mercedes V6 turbo hybride M16 E Performance | P     | AUS Abd. | CHI 10e   | JAP 14e  | BAH Abd.     | ARA 8e    | MIA 9e    | EMI 8e   | MON 10e  | ESP 14e   | CAN 10e  | AUT Np.      | GBR 12e      | BEL 18e+6e | HON 14e  | P-B      | ITA      | AZE         | SIN       | USA       | MEX       | BRE          | LVE      | QAT       | ABU    | 16e        | 16              |
| Légende : ici |                                      |                  |                                             |       |          |           |          |              |           |           |          |          |           |          |              |              |            |          |          |          |             |           |           |           |              |          |           |        |            |                 |

### Victoires en Formule 1
| no | Année | Manche | Date              | Grand Prix      | Circuit     | Écurie  | Voiture | Position départ | Résumé |
| -- | ----- | ------ | ----------------- | --------------- | ----------- | ------- | ------- | --------------- | ------ |
| 1  | 2022  | 10/22  | 3 juillet 2022    | Grande-Bretagne | Silverstone | Ferrari | F1-75   | Pole position   | Résumé |
| 2  | 2023  | 15/22  | 17 septembre 2023 | Singapour       | Marina Bay  | Ferrari | SF-23   | Pole position   | Résumé |
| 3  | 2024  | 3/24   | 24 mars 2024      | Australie       | Melbourne   | Ferrari | SF-24   | 2e              | Résumé |
| 4  | 2024  | 20/24  | 27 octobre 2024   | Mexique         | Mexico      | Ferrari | SF-24   | Pole position   | Résumé |

## Carrière avant la Formule 1

### Résultats en karting
| Saison | Championnat                        | Équipe              | Position |
| ------ | ---------------------------------- | ------------------- | -------- |
| 2006   | Copa Campeones Trophy - Cadet      |                     | 2e       |
| 2007   | Copa Campeones Trophy - KF3        |                     | 6e       |
| 2007   | Championnat d'Espagne - KF3        |                     | 11e      |
| 2007   | Torneo Industrie - KF3             |                     | 12e      |
| 2008   | Championnat d'Allemagne - Junior   | KSM Racing Team     | 7e       |
| 2008   | Trophée Andrea Margutti - KF3      | Genikart-LTP        | 7e       |
| 2008   | WSK International Series - KF3     | Genikart-LTP        | 16e      |
| 2008   | CIK-FIA Monaco Kart Cup - KF3      | Genikart-LTP        | 12e      |
| 2008   | Championnat d'Espagne - KF3        |                     | 2e       |
| 2008   | CIK-FIA Championnat d'Europe - KF3 | Genikart-LTP        | 7e       |
| 2008   | CIK-FIA Championnat d'Asie - KF3   | Genikart-LTP        | Champion |
| 2009   | Championnat d'Allemagne - Junior   | KSM Racing Team     | 12e      |
| 2009   | South Garda Winter Cup - KF3       | Tony Kart Junior RT | 5e       |
| 2009   | Trophée Andrea Margutti - KF3      | Genikart-LTP        | 7e       |
| 2009   | WSK International Series - KF3     | Tony Kart Junior RT | 3e       |
| 2009   | CIK-FIA Monaco Kart Cup - KF3      | Genikart-LTP        | Champion |
| 2009   | Championnat d'Espagne - KF3        |                     | 2e       |
| 2009   | CIK-FIA Championnat d'Europe - KF3 | Tony Kart Junior RT | 2e       |
| 2009   | CIK-FIA Coupe du monde - KF3       | Tony Kart Junior RT | 24e      |

### Résultats en sport automobile
| Saison | Championnat                                                | Équipe                          | Courses | Victoires | Pole positions | Meilleurs tours | Podiums | Points | Position |
| ------ | ---------------------------------------------------------- | ------------------------------- | ------- | --------- | -------------- | --------------- | ------- | ------ | -------- |
| 2010   | Formule BMW Europe                                         | EuroInternational               | 16      | 1         | 2              | 2               | 5       | 225    | 4e       |
| 2010   | Formule BMW Pacific                                        | EuroInternational               | 9       | 3         | 2              | 2               | 5       | 0      | n.c      |
| 2010   | European F3 Open                                           | EmiliodeVillota Motorsport (es) | 4       | 0         | 0              | 0               | 1       | 0      | n.c      |
| 2010   | Eurocup Formula Renault 2.0                                | Epsilon Euskadi                 | 4       | 0         | 0              | 2               | 1       | 0      | n.c      |
| 2010   | Formula Renault Winter Cup                                 | Koiranen Bros. Motorsport       | 2       | 0         | 0              | 0               | 0       | 18     | 18e      |
| 2011   | Formula Renault 2.0 NEC                                    | Koiranen Bros. Motorsport       | 20      | 10        | 8              | 12              | 17      | 489    | Champion |
| 2011   | Eurocup Formula Renault 2.0                                | Koiranen Bros. Motorsport       | 14      | 2         | 4              | 5               | 10      | 200    | 2e       |
| 2011   | 500 km d'Alcaniz                                           | Monlau Competicion              | 1       | 0         | 0              | 0               | 0       | N/A    | 2e       |
| 2011   | Formule 3 Euro Series                                      | Signature                       | 3       | 0         | 0              | 0               | 0       | 0      | n.c      |
| 2011   | Grand Prix de Macao de Formule 3 (Coupe intercontinentale) | Signature                       | 2       | 0         | 0              | 0               | 0       | 0      | 17e      |
| 2012   | Championnat d'Europe de Formule 3                          | Carlin Motorsport               | 20      | 1         | 2              | 1               | 5       | 161    | 5e       |
| 2012   | Formule 3 Euro Series                                      | Carlin Motorsport               | 24      | 0         | 2              | 0               | 2       | 112    | 9e       |
| 2012   | Formule 3 britannique                                      | Carlin Motorsport               | 26      | 5         | 1              | 2               | 9       | 224    | 6e       |
| 2012   | Masters de Formule 3                                       | Carlin Motorsport               | 1       | 0         | 0              | 0               | 0       | N/A    | 4e       |
| 2012   | Grand Prix de Macao de Formule 3 (Coupe intercontinentale) | Carlin Motorsport               | 2       | 0         | 0              | 0               | 0       | N/A    | 7e       |
| 2013   | Formula Renault 3.5 Series                                 | Zeta Corse                      | 9       | 0         | 0              | 1               | 0       | 22     | 19e      |
| 2013   | GP3 Series                                                 | MW Arden                        | 16      | 0         | 1              | 2               | 2       | 66     | 10e      |
| 2014   | Formula Renault 3.5 Series                                 | DAMS                            | 17      | 7         | 7              | 6               | 7       | 227    | Champion |

#### Palmarès
- Deuxième des 500 kilomètres d'Alcaniz 2011
- Vice-Champion d'Europe de Formule Renault 2011
- Champion d'Europe du Nord de Formule Renault 2011
- Deuxième du Grand Prix automobile de Pau 2012